# Famous in Love
Famous in Love (englisch für etwa so viel wie prominent verliebt)  ist eine US-amerikanische Fernsehserie. Sie wurde vom Sender Freeform ab dem 18. April 2017 ausgestrahlt. Die deutschsprachige Erstausstrahlung erfolgte ab dem 5. Februar 2018 auf sixx.
Die Serie, welche von Pretty-Little-Liars-Schöpferin I. Marlene King stammt, wurde für eine erneut 10 Folgen umfassende zweite Staffel verlängert, die ihre Premiere am 4. April 2018 hatte. Nach Ausstrahlung der 2. Staffel wurde die Serie abgesetzt.

## Inhalt
Paige Townsen, eine gewöhnliche College-Studentin, bekommt ihren großen Karrieresprung, nachdem sie für die Hauptrolle in einem Hollywood-Blockbuster vorgesprochen hat und muss sich nun mit ihrem Co-Lead und ihrem besten Freund durch ihr Leben navigieren.

## Besetzung und Synchronisation
Die deutsche Synchronisation wurde von der Arena Synchron GmbH in Berlin erstellt. Verantwortlich für die Dialogregie war Berenice Weichert und für das Dialogbuch Annemarie Vogel und Tarek Helmy.

### Hauptbesetzung
| Rollenname                 | Schauspieler   | Hauptrolle | Nebenrolle | Synchronsprecher |
| -------------------------- | -------------- | ---------- | ---------- | ---------------- |
| Paige Townsen              | Bella Thorne   | 1.01–2.10  |            | Lara Trautmann   |
| Jake Salt                  | Charlie DePew  | 1.01–2.10  |            | Patrick Keller   |
| Cassandra „Cassie“ Perkins | Georgie Flores | 1.01–2.10  |            | Maria Hönig      |
| Rainer Devon               | Carter Jenkins | 1.01–2.10  |            | Konrad Bösherz   |
| Alexis Glenn               | Niki Koss      | 1.01–2.10  |            | Alice Bauer      |
| Jordan Wilder              | Keith Powers   | 1.01–2.10  |            | Julius Jellinek  |
| Nina Devon                 | Perrey Reeves  | 1.01–2.10  |            | Victoria Sturm   |
| Tangey Turner              | Pepi Sonuga    | 1.02–2.10  |            | Lina Rabea Mohr  |

### Nebenbesetzung
| Rollenname     | Schauspieler           | Nebenrolle | Synchronsprecher |
| -------------- | ---------------------- | ---------- | ---------------- |
| Barrett Hopper | Nathan Stewart-Jarrett | 1.01–1.10  | Ozan Ünal        |
| Wyatt Lippman  | Jason Antoon           | 1.01–1.09  | Armin Schlagwein |
| Alan Mills     | Shawn Christian        | 1.02–2.10  | Johannes Berenz  |
| Ida Turner     | Vanessa A. Williams    | 1.02–2.10  | Dorette Hugo     |
| Rachel Davis   | Katelyn Tarver         | 1.02–1.10  | Mia Diekow       |
| Adam           | Tom Maden              | 1.04–2.08  | René Dawn-Claude |
| Harper Tate    | Danielle Campbell      | 2.01–2.10  |                  |
| Joanie         | Sophia Ali             | 2.01–2.10  |                  |
| Billy          | Claudia Lee            | 2.01–2.10  |                  |
| Pablo$$        | Romeo Miller           | 2.01–2.10  | Jannik Endemann  |
| Sloane Silver  | Sofia Carson           | 2.04–2.10  | Jodie Blank      |
| Steve Silver   | Rob Estes              | 2.04–2.07  | Peter Flechtner  |

## Episodenliste

### Staffel 1
| Nr. (ges.) | Nr. (St.) | Deutscher Titel             | Originaltitel        | Erstausstrahlung USA | Deutschsprachige Erstveröffentlichung (D) | Regie                            | Drehbuch                            |
| ---------- | --------- | --------------------------- | -------------------- | -------------------- | ----------------------------------------- | -------------------------------- | ----------------------------------- |
| 1          | 1         | Das Casting                 | Pilot                | 18. Apr. 2017        | 5. Feb. 2018                              | Miguel Arteta & Tawnia McKiernan | Rebecca Serle                       |
| 2          | 2         | Ein neuer Stern             | A Star Is Torn       | 25. Apr. 2017        | 12. Feb. 2018                             | Norman Buckley                   | I. Marlene King & Christopher Fife  |
| 3          | 3         | Der Pitch                   | Not So Easy A        | 2. Mai 2017          | 19. Feb. 2018                             | Michael Goi                      | Tawnya Bhattacharya & Ali Laventhol |
| 4          | 4         | Und Action!                 | Prelude to a Diss    | 9. Mai 2017          | 26. Feb. 2018                             | Mary Lou Belli                   | Rebecca Serle                       |
| 5          | 5         | Die Überraschungsparty      | Some Like It Not     | 16. Mai 2017         | 5. März 2018                              | Tanya Hamilton                   | William H. Brown                    |
| 6          | 6         | Last Minute nach Hongkong   | Found in Translation | 23. Mai 2017         | 12. März 2018                             | Ron Lagomarsino                  | Kateland Brown                      |
| 7          | 7         | Pikante Wahrheiten          | Secrets & Pies       | 30. Mai 2017         | 19. März 2018                             | Roger Kumble                     | Miguel Ian Raya                     |
| 8          | 8         | Vaterfreuden                | Crazy Scripted Love  | 6. Juni 2017         | 26. März 2018                             | Geary McLeod                     | Tawnya Bhattacharya & Ali Laventhol |
| 9          | 9         | Die Schattenseite des Ruhms | Fifty Shades of Red  | 13. Juni 2017        | 9. Apr. 2018                              | Susanna Fogel                    | Christopher Fife & William H. Brown |
| 10         | 10        | Rückfall!                   | Leaving Los Angeles  | 13. Juni 2017        | 16. Apr. 2018                             | Elizabeth Allen Rosenbaum        | Melissa Carter                      |

### Staffel 2
| Nr. (ges.) | Nr. (St.) | Deutscher Titel            | Originaltitel                         | Erstausstrahlung USA | Deutschsprachige Erstveröffentlichung (D/A/CH) | Regie             | Drehbuch                            |
| ---------- | --------- | -------------------------- | ------------------------------------- | -------------------- | ---------------------------------------------- | ----------------- | ----------------------------------- |
| 11         | 1         | Die Player                 | The Players                           | 4. Apr. 2018         | 20. Sep. 2021                                  | Roger Kumble      | I. Marlene King                     |
| 12         | 2         | La La Locked               | La La Locked                          | 4. Apr. 2018         | 20. Sep. 2021                                  | Roger Kumble      | Melissa Carter                      |
| 13         | 3         | Die Bombe platzt           | Totes on A Scandal                    | 11. Apr. 2018        | 20. Sep. 2021                                  | Ron Lagomarsino   | Tawnya Bhattacharya & Ali Laventhol |
| 14         | 4         | Die Reunion                | The Kids Aren't All Right             | 18. Apr. 2018        | 20. Sep. 2021                                  | Geary McLeod      | Bryan M. Holdman                    |
| 15         | 5         | Willkommen im wahren Leben | Reality Bites Back                    | 25. Apr. 2018        | 20. Sep. 2021                                  | Paula Hunziker    | John Webb, Garth Mueller            |
| 16         | 6         | Abschied von Hollywood     | The Goodbye Boy                       | 2. Mai 2018          | 27. Sep. 2021                                  | Melanie Mayron    | Kateland Brown                      |
| 17         | 7         | Festivalfieber             | Guess Who's (Not) Coming to Sundance? | 9. Mai 2018          | 27. Sep. 2021                                  | Troian Bellisario | Bryan M. Holdman                    |
| 18         | 8         | Der Stalker                | Look Who's Stalking                   | 16. Mai 2018         | 27. Sep. 2021                                  | Anna Mastro       | Tawnya Bhattacharya, Ali Laventhol  |
| 19         | 9         | New York, New York         | Full Mental Jacket                    | 23. Mai 2018         | 27. Sep. 2021                                  | Norman Buckley    | Kateland Brown                      |
| 20         | 10        | Die Oscar–Party            | The Good, the Bad and the Crazy       | 30. Mai 2018         | 27. Sep. 2021                                  | Norman Buckley    | Melissa Carter                      |